# Ludwig F. Haber
Ludwig Fritz Haber, auch Lutz F. Haber (* 21. Juli 1921 in Berlin; † 19. Februar 2004 in Bath), war ein deutsch-britischer Volkswirt und Wirtschaftshistoriker, der mehrere Bücher über die Geschichte der chemischen Industrie und die Geschichte des Gaskriegs im Ersten Weltkrieg verfasst hat.

## Leben

### Jugend und Ausbildung
Ludwig F. Haber war der Sohn des Chemikers Fritz Haber und seiner zweiten Frau Charlotte Haber, geborene Nathan. Gemeinsam mit seiner älteren Schwester Eva Charlotte (1918–2015) besuchte er das Internat Schloss Salem, das von dem Reformpädagogen Kurt Hahn geleitet wurde. Schon vor der Machtübernahme durch die Nationalsozialisten 1933 beschloss sein Vater Fritz Haber, dass es sicherer für seine Ex-Frau und seine Kinder sei, in der Schweiz zu leben. Daher siedelte Charlotte mit den beiden Kindern nach Lausanne um, wo Ludwig F. Haber schnell Französisch lernte. 1934 ging die Mutter mit den beiden Kindern nach London. Dort besuchte Haber die St. Paul’s School, eine Privatschule, wo er wiederum schnell Englisch lernte. Er absolvierte die Schule mit sehr guten Zeugnissen, die es ihm ermöglichten, ab 1938 an der London School of Economics (LSE) zu studieren.
Aufgrund seiner deutschen Nationalität wurde er zu Beginn des Zweiten Weltkriegs zunächst als „feindlicher Ausländer“ angesehen und 1940 auf der Isle of Man und später in Kanada interniert. Seine Schwester Eva emigrierte schon vor dem Ausbruch des Zweiten Weltkrieges nach Kenia, wo sie mehrere Jahre lebte. Bald darauf jedoch wurde Haber als „freundlicher Ausländer“ (friendly alien) eingestuft und konnte nach England zurückkehren. Er machte an der LSE seinen Bachelor- und seinen Master-Abschluss in Ökonomie. Nach Kriegsende forschte Haber für seine Promotion an der LSE, wo er 1949 promoviert wurde.
Er ließ sich in Großbritannien einbürgern und heiratete am 12. Mai 1949 Pamela Alice Browne.

### Wirtschaftshistorische Arbeiten
Nach seiner Promotion war er bei der Imperial Chemical Industries (ICI) beschäftigt. Da er Deutsch, Englisch und Französisch fließend beherrschte, fiel es ihm leicht, umfangreiche wirtschaftshistorische Studien zu betreiben. Sein erstes Buch The Chemical Industry During the Nineteenth Century basierte auf seiner Dissertation und erschien zuerst 1958. Er wechselte zur Firma ESSO; in dieser Zeit begann er mit den Arbeiten zu seinem zweiten Buch über die Geschichte der chemischen Industrie zwischen 1900 und 1930; beide Bücher gehören noch heute zur Standardliteratur über die Geschichte der chemischen Industrie in Europa.
In den frühen 1970er Jahren wechselte er zum National Economic Development Office (NEDO). Bald darauf, 1973, wurde er nebenamtlich „Reader“ für Wirtschaftsgeschichte an der Universität von Surrey. Dort begann er sein drittes, umfangreiches Buch: The Poisonous Cloud (1986), die erste wissenschaftliche Gesamtgeschichte des Gaskrieges während des Ersten Weltkrieges, den auf deutscher Seite sein Vater Fritz Haber maßgeblich vorangetrieben hatte. Nach seiner Pensionierung veröffentlichte er mehrere Arbeiten über die Geschichte seines Wohnortes Bath.
Der Toxikologe und Giftgasexperte Alastair Hay bewertete in der Zeitschrift Nature The Poisonous Cloud als eine „herausragende Geschichte der chemischen Kriegsführung“ und als eine „brillante Analyse“ des Einsatzes der verschiedenen Kampfgase. Als Bewertung der Tätigkeit seines Vaters im Ersten Weltkrieg schrieb Haber in einem Vorwort: „Gespenstisch lastete die Verantwortung für die Gaswaffe auf ihm – und lastet auch noch heute auf seinem Namen. Sie hatte weder den erwarteten Erfolg, noch war sie ruhmreich.“

## Auszeichnungen
- 1988: Dexter Award der American Chemical Society für Chemiegeschichte

## Schriften (Auswahl)
- The Chemical Industry During the Nineteenth Century: A Study of the Economic Aspect of Applied Chemistry in Europe and North America (1958, 2. Aufl. 1969).
- The Chemical Industry 1900–1930: International Growth and Technological Change (1971).
- The Poisonous Cloud: Chemical Warfare in the First World War. Oxford University Press, Oxford u. a. 1986, ISBN 0-19-858142-4.